# Hochschwab
Der Hochschwab in der Obersteiermark ist mit 2277 m ü. A. der höchste Berg der Hochschwabgruppe, eine Gebirgsgruppe der Nördlichen Kalkalpen in der Steiermark.

## Geologie und Geomorphologie
Die Hochschwabgruppe ist ein verkarstetes Plateaugebirge mit Hochgebirgscharakter, wie es für den Ostteil der Nördlichen Kalkalpen typisch ist. Die Gipfel werden von einem weiträumigen System von Altflächen (im Zuge der Entstehung der Alpen im Miozän emporgehobene Flächen) umgeben, die sich oberhalb von 1330 Metern erstrecken und in sich meist ein sanft gewelltes Relief aufweisen. An ihren Rändern brechen diese Flächen zu den umgebenden Tälern hin jedoch in schroffen Steilwänden ab. Der Hochschwab besteht vorrangig aus Wettersteinkalk, dieser ist leicht wasserlöslich und führt damit zu der typischen Verkarstung. Unterhalb des Wettersteinkalks befinden sich Schichten aus Werfener Schiefer, die einige Kilometer westlich des Gipfels (etwa im Bereich des Sackwiesensees) ebenfalls zutage treten.
Während der Würmeiszeit war der Hochschwab von einem Plateaugletscher bedeckt. Aufgrund geringer Eisbewegung sind die erwähnten Hochflächen nur wenig glazial überprägt. An ihren Randabstürzen und in Steilstufen zwischen den Flächen wurden jedoch Kare gebildet, die mit ihren Felswänden und Schutthalden und mit den zwischen ihnen aufragenden Graten den Hochgebirgscharakter des Hochschwabs prägen. Entsprechend des karstigen Gesteins entwässert der Hochschwab weitgehend unterirdisch, erst am Rand des Massivs tritt das Wasser in oft mächtigen Karstquellen zutage, von denen viele für die Trinkwasserversorgung bedeutend sind (siehe z. B. II. Wiener Hochquellenleitung).

## Etymologie und älteste Darstellung
Der Name des Berges, der oft verkürzt als „Schwab“ bezeichnet wird, dürfte sich von einem Hof- oder Besitzernamen ableiten. Vermutlich bezog sich der Name anfänglich auf den Schwabenboden, die flacheren Areale abseits des Gipfels, übertrug sich in einem zweiten Schritt auf den Gipfel und schließlich auf die Gebirgsgruppe insgesamt. Das älteste kartographische Werk, das sich mit der Hochschwabgruppe befasst, sind die Vorarbeiten des Augustinermönchs und Kartographen Johannes Clobucciarich (Ivan Klobučarić) zu einer Karte Innerösterreichs. Durch den Tod des Autors 1605 wurde die Karte nie fertiggestellt, jedoch sind die Skizzen dazu im Steiermärkischen Landesarchiv erhalten. Darin findet sich die älteste Darstellung des Hochschwabs. Er wird als Doppelgipfel (Großer und Kleiner Hochschwab) gezeigt und ist mit der Beschriftung qui é semper neve („Hier ist immer Schnee“) versehen, trägt jedoch keinen Eigennamen. Dabei ist zu beachten, dass Clobucciarich diese Skizzen während einer Reise durch das Salzatal anfertigte und daher genaueres Augenmerk auf die unmittelbar an den Fluss grenzenden Berge legte.

## Aufstieg
Das Schaustück des Hochschwabs ist seine mächtige plattige Südwand, die sich in einer Breite von fast zwei Kilometern und einer Höhe von bis zu 300 Metern über dem Trawiessattel und den dort zusammentreffenden Tälern Trawiestal (im Südwesten) und Obere Dullwitz (im Südosten) aufbaut. Durch die Südwand führen Kletterrouten in allen Schwierigkeitsgraden.
Aus westlicher und östlicher Richtung präsentiert sich der Hochschwab-Gipfel als eine flache Fels-/Rasenkuppe, die vom Schiestlhaus (2153 m ü. A.) im Nordosten in etwa einer halben Stunde und über die Hochfläche im Westen (Biwakschachtel Fleischerhütte) einfach erstiegen werden kann. Das Schiestlhaus kann von Seewiesen (974 m ü. A.) im Osten am Fuße des Steirischen Seebergs über das Seetal, die Untere Dullwitz zur Voisthaler Hütte, die Obere Dullwitz und den Graf-Meran-Steig oder den Jägermayersteig erreicht werden, aber auch von Norden, von Weichselboden im Salzatal. Vom Ilgener Tal im Westen kommend führt ein Weg durch das Trawiestal und danach hinauf zur Quelle G'hacktbrunn. Von dort führt ein einfacher, mit Treppen und Seilen versicherter Klettersteig durch das G'hackte, eine steile Felsrinne an der Südflanke des G'hacktkogels, zur Biwakschachtel Fleischerhütte.
Über den Gipfel verlaufen der Nord-Süd-Weitwanderweg 05, welcher hier seinen höchsten Punkt erreicht, sowie der Nordalpenweg 01 und damit auch die Europäischen Fernwanderwege E6 und E4.

Ansichten
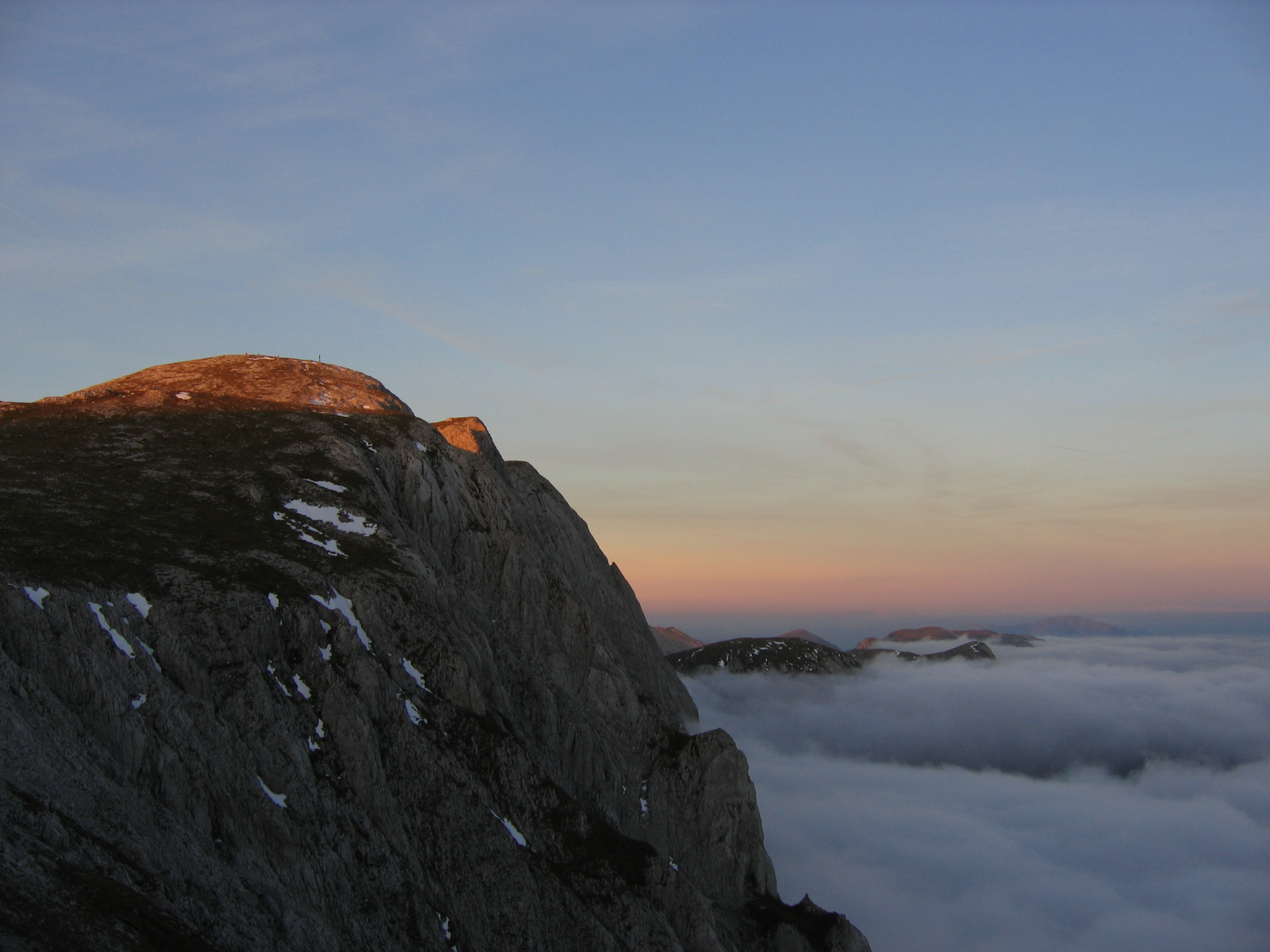
Der Hochschwabgipfel bei Sonnenuntergang
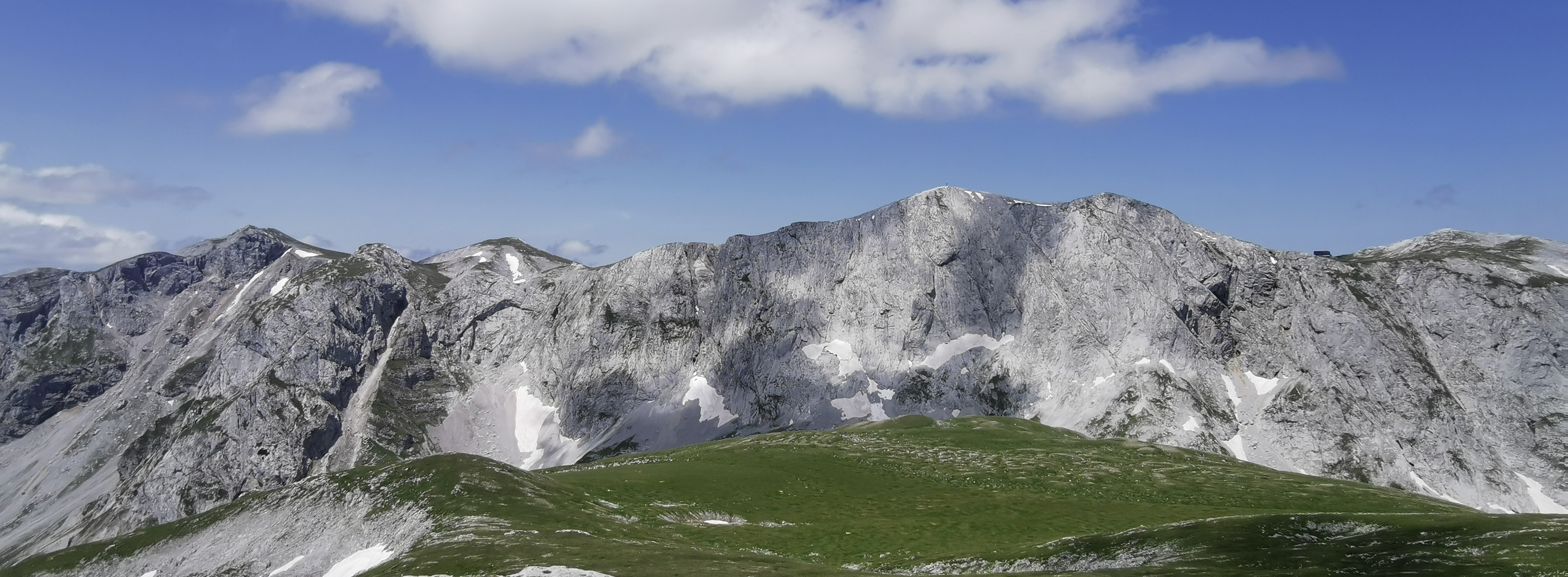
Blick vom Karlhochkogel nach Nordwesten über den Trawiessattel auf die Südwand des Hochschwab. Rechts unterhalb des Gipfels das Schiestlhaus, links G'hacktkogel und Zagelkogel
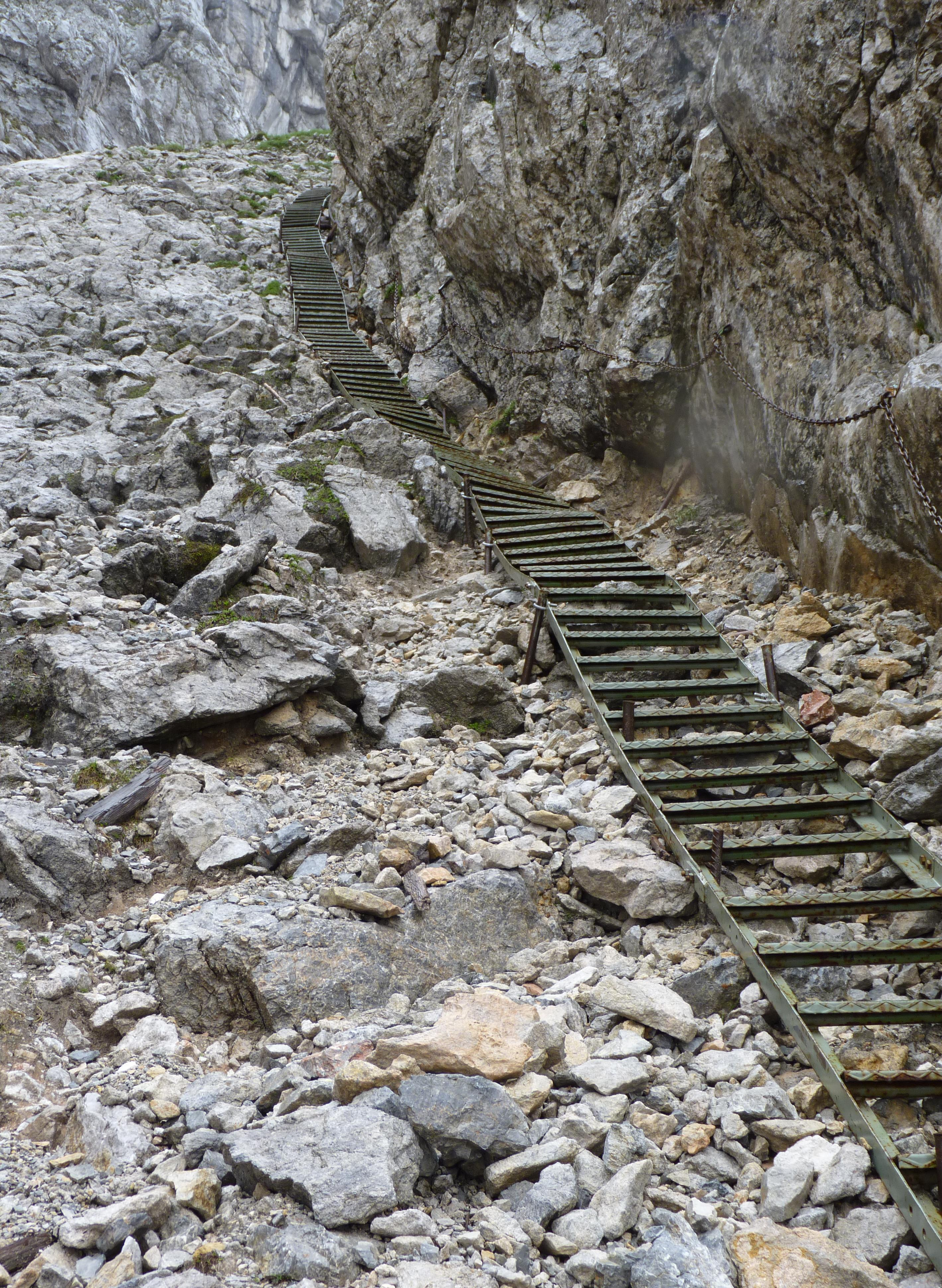
Unterer Abschnitt des Klettersteigs durch das G'hackte
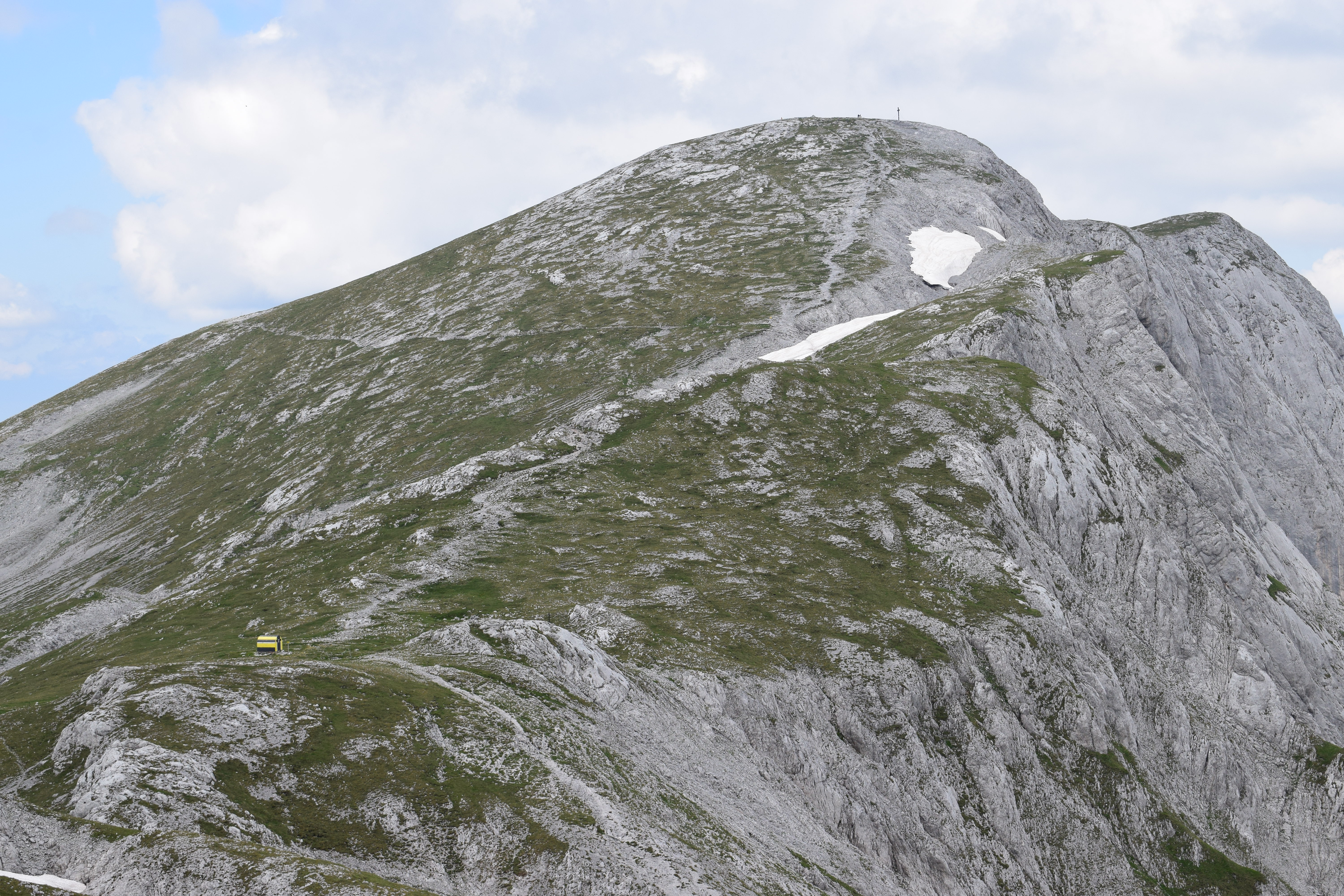
Blick vom G'hacktstein nach Nordosten auf den Gipfelbereich des Hochschwabs mit dem Fleischer-Biwak

## Unfälle

### 1937
Am 9. Mai 1937 stürzte eine Bergsteiger-Seilschaft, bestehend aus Ulrich Sild (1911–1937), Walter Mittelholzer (1894–1937) und Liselott Kastner (?–1937), geborene Lorenz, in der Südwestwand der Stangenwand ab. Ursache war vermutlich Steinschlag.

### 1988
Anfang November 1988 kam es am Hochschwab zu einer Bergtragödie, welche die bis dahin größte Suchaktion der steirischen Bergrettung auslöste. Eine siebenköpfige Gruppe war zwei Tage und Nächte bei Stürmen und eisigen Temperaturen in rund 2000 Metern Seehöhe gefangen. Trotz des Einsatzes von 150 Alpingendarmen und Bergrettern sowie fünf Hubschraubern konnten fünf der Personen nur noch tot geborgen werden, die anderen beiden überlebten mit schweren Verletzungen.